# Agustín Félix
Pour les articles homonymes, voir Félix.
Agustín Félix, né le 14 mars 1979 à Gijón, est un athlète espagnol, spécialiste du décathlon.
Son meilleur résultat est de 7 845 points à Saragosse le 23 juillet 2006.